# محسن میردامادی
محسن میردامادی نجف‌آبادی (زاده‌ی ۱۳۳۴) فعال سیاسی ایرانی و دبیرکل جبهه مشارکت، از مهم‌ترین احزاب اصلاح‌طلبان ایران، است. میردامادی از رهبران دانشجویان مسلمان پیرو خط امام بود که بحران گروگان‌گیری در سفارت آمریکا را آفریدند. او نماینده تهران در مجلس ششم (۱۳۷۸ تا ۱۳۸۲) و رئیس کمیسیون امنیت ملی و سیاست خارجی این مجلس بود، اما صلاحیت او برای انتخابات مجلس هفتم مورد تأیید شورای نگهبان قرار نگرفت.
میردامادی هم‌چنین مدیرمسئول نوروز، ارگان جبهه‌ی مشارکت و مهم‌ترین روزنامه‌ی اصلاح‌طلب در زمان انتشار، بود و در تیرماه سال ۱۳۸۱ علاوه بر توقیف روزنامه‌اش، به ۶ ماه حبس محکوم شد. او در جریانات مربوط به رویدادهای پس از اعلام نتایج انتخابات ریاست جمهوری ایران (۱۳۸۸) بازداشت شد.

## زندگی‌نامه
محسن میردامادی متولد ۱۳۳۴ در نجف‌آباد می‌باشد و نام کامل وی محسن میردامادی نجف‌آبادی است.

### تحصیلات
محسن میردامادی، در سال ۱۳۵۲ برای تحصیل در رشته‌ی «راه و ساختمان» وارد دانشگاه پلی‌تکنیک شد. پس از پیروزی انقلاب در رشته‌ی مطالعات استراتژیک، فوق‌لیسانس خود را از دانشگاه «قائد اعظم» پاکستان دریافت کرد. حذف تعداد زیادی از نیروهای خط امامی هم‌زمان با پایان دولت میرحسین موسوی، زمانی برای محسن میردامادی و هم‌فکرانش فراهم کرد تا در مرکز تحقیقات استراتژیک (۱۳۶۸) و روزنامه‌ی سلام (۱۳۷۰)، همراه با محمد موسوی خوئینی‌ها به کارهای تحقیقاتی و پژوهشی و ارتباط بیشتر با جامعه بپردازند و او نیز طی همین مدت، دوره‌ی عالی دفاع در دانشگاه قائد اعظم پاکستان را گذراند. وی در سال ۱۳۷۵ با مدرک دکترای روابط بین‌الملل از دانشگاه کمبریج انگلستان در رشته‌ی روابط بین‌الملل گرایش اروپا فارغ‌التحصیل شد.

### بازداشت بعد از انتخابات ۱۳۸۸
میردامادی در پی پیامدهای اعلام نتایج انتخابات ریاست جمهوری ایران و دستگیری فعالان سیاسی در روز ۲۳ خرداد بعد از جلسه‌ی حزب مشارکت به همراه سایر اعضا بازداشت و پس از ۲۴ ساعت آزاد شد ولی چند روز بعد دوباره بازداشت شد‌ و در دادگاه به اجتماع و تبانی بر ضد امنیت داخلی کشور و فعالیت تبلیغی علیه نظام متهم و مجرم شناخته و به تحمل ۶ سال حبس محکوم شد. او به زندان اوین منتقل گشت و پس از تحمل بیش از شش سال حبس شامگاه سه‌شنبه ۲۶ خرداد ۱۳۹۴ آزاد شد.

## سوابق سیاسی و اجرایی
- حضور فعال در انجمن اسلامی دانشگاه و پایه‌گذاری دفتر تحکیم وحدت (۱۳۵۴ تا ۱۳۵۷)
- حضور در شورای هماهنگی تسخیر لانه جاسوسی به همراه سایر دانشجویان خط امام (۱۳۵۸)[۸]
- حضور در پایه‌گذاری و تأسیس جهاد سازندگی و فعالیت در ستاد سفرهای جهادی به استان‌های مرزی
- حضور در تأسیس سپاه پاسداران و اولین معاون روابط بین‌الملل سپاه (۱۳۵۹)
- آغاز فعالیت در سازمان حج و زیارت، بعثه امام خمینی (۱۳۶۰)
- معاون سیاسی دادستانی کل (۱۳۶۳)
- معاون پشتیبانی جنگ وزارت فرهنگ و آموزش عالی
- قائم مقام رئیس بعثه امام خمینی (۱۳۶۴)
- استاندار خوزستان (۱۳۶۶ تا ۱۳۶۸)
- معاون اجرائی و سردبیر روزنامه سلام
- حضور در هسته‌ی مرکزی و هیئت مؤسس جبهه‌ی مشارکت (۱۳۷۷)
- نماینده‌ی مردم تهران و رئیس کمیسیون امنیت ملی و سیاست خارجی در ششمین دوره مجلس
- چند دوره ریاست هیئت اجرائی جبهه‌ی مشارکت
- مدیرمسئول روزنامه‌ی نوروز
- استاد دانشگاه تهران
- دبیرکل جبهه‌ی مشارکت ایران اسلامی (۱۳۸۵ تا کنون)